# ネオティホディウム属
ネオティホディウム属（ネオティホディウムぞく、Neotyphodium）とはイネ科植物との内部共生性真菌の属の一つである。かつて、寒地型牧草の葉に無性生殖でコロニー形成する種も含んでいたが、そのほとんど、例えばタイプ種のN. coenophialumは2014年にエピクロエ属に組み換えられた。以下の2種については例外である。
- Neotyphodium chilense
ネオティホディウム属への帰属自体が検証されておらず、原記載どおりAcremonium chilenseとすべきとされた
- Neotyphodium starrii
N. coenophialumとごく近縁である[3]が、エピクロエ属内で独立種と認めるべきか不明であるため疑問種とされた